# Szóstka (serial telewizyjny)
Szóstka – polski serial obyczajowo-medyczny emitowany od 31 marca do 5 maja 2019 na antenie TVN.

## Fabuła
Trzy nieznane sobie pary (ojciec i córka, mąż i żona, chłopak i była dziewczyna) mają wziąć udział w transplantacji łańcuchowej nerki.
Beata (Gabriela Muskała) z powodu choroby nie może starać się o dziecko.
Kamil (Mateusz Rusin) i Natalia (Maja Pankiewicz) to była para zakochanych. Olga (Julia Wyszyńska) mimo ciężkiej przeszłości ojca (Sławomir Orzechowski) jest zdecydowana, by zostać dawcą.

## Obsada
| Aktor                    | Rola                         |
| ------------------------ | ---------------------------- |
| Gabriela Muskała         | Beata Małecka                |
| Grzegorz Damięcki        | Marcin Małecki               |
| Mateusz Rusin            | Kamil Stańczyk               |
| Maja Pankiewicz          | Natalia Dębicka              |
| Julia Wyszyńska          | Olga Mirska                  |
| Sławomir Orzechowski     | Janusz „John” Mirski         |
| Marianna Zydek           | Izabela Barańska             |
| Marcin Bosak             | Paweł Mirski                 |
| Marian Dziędziel         | profesor Jerzy Bielik        |
| Agnieszka Pilaszewska    | koordynatorka Iwona Malewicz |
| Szymon Piotr Warszawski  | lekarz Tomasz Lipski         |
| Magda Biegańska          | psycholog Anna               |
| Ewa Ziętek               | babcia Natalii               |
| Katarzyna Herman         | Marta, szefowa Olgi          |
| Hubert Woliński          | Staszek Małecki, syn Marcina |
| Ewa Kaim                 | matka Izabeli                |
| Radosław Krzyżowski      | ojciec Izabeli               |
| Grażyna Barszczewska     | matka Marcina                |
| Katarzyna Cynke-Filipiak | Elżbieta                     |
| Mateusz Bieryt           | kelner, kolega Olgi          |
| Barbara Kurzaj           | pielęgniarka Teresa          |

## Spis serii
| Seria | Seria | Sezon       | Odcinki | Premiera serii | Finał serii | Pora emisji     | Średnia oglądalność |
| ----- | ----- | ----------- | ------- | -------------- | ----------- | --------------- | ------------------- |
|       | 1.    | wiosna 2019 | 1–6 (6) | 31 marca 2019  | 5 maja 2019 | niedziela 21.30 | 897 743             |